# Рукосін
Рукосін (пол. Rukosin, нім. Rukoschin, 1942–45 Hornwalde) — село в Польщі, у гміні Тчев Тчевського повіту Поморського воєводства.
Населення — 135 осіб (2011).
У 1975-1998 роках село належало до Гданського воєводства.

## Демографія
Демографічна структура станом на 31 березня 2011 року:
|          | Загалом | Допрацездатний вік | Працездатний вік | Постпрацездатний вік |
| -------- | ------- | ------------------ | ---------------- | -------------------- |
| Чоловіки | 71      | 19                 | 50               | 2                    |
| Жінки    | 64      | 15                 | 42               | 7                    |
| Разом    | 135     | 34                 | 92               | 9                    |